# Barry McGuire
Barry McGuire (Oklahoma City, 15 de outubro de 1935) é um cantor e compositor norte-americano.

## Discografia
- Barry Here and Now (1962)
- The Barry McGuire Album (1963)
- Eve of Destruction (canção) (1965)
- This Precious Time (1965)
- The World's Last Private Citizen (1967)
- McGuire and the Doctor (1971)
- Seeds (1973)
- Lighten Up (1974)
- Narnia (1974)
- Jubilation (1975)
- To the Bride (1975)
- Eve of Destruction (Star Power) (1975)
- C'mon Along (1976)
- Anyone But Jesus  (1976)
- Jubilation Two (1976)
- Have You Heard (1977)
- Cosmic Cowboy (1978)
- Inside Out (1979)
- Best of Barry McGuire (1980)
- Finer Than Gold (1981)
- Pilgrim (1989)
- Let's Tend God's Earth (1991)
- When Dinosaurs Walked The Earth  (1995)
- Ancient Garden  (1997)
- Frost And Fire (1999)
- Eve Of Destruction (20 Inspirational Classics) (2000)